# Arbejderkvindernes Oplysningsforbund
Arbejderkvindernes Oplysningsforbund (AO), först Arbejderkvindernes Oplysningsforening, var ett danskt kommunistiskt studieförbund 1925–1934 som upprättades på initiativ av läraren Marie Nielsen och fackföreningsledaren Inger Gamburg. Den senare blev förbundsordförande. Förbundet var en del av fackföreningen Kvindeligt Arbejderforbund och nära knutet till Danmarks Kommunistiske Parti (DKP) och arbetade bland annat för lika lön mellan män och kvinnor, införandet av en veckas semester och fri abort. Frågan om lika lön var ett krav som Kvindeligt Arbejderforbund inte ville ställa vid denna tidpunkt. Även sexualundervisning av landets skolungdom och kvinnor om bl.a. användandet av preventivmedel var en fråga som bedrevs aktivt av förbundet och var den första kvinnorättsorganisationen i Danmark som hade det som ett krav på sitt program. På 1930-talet inlemmades förbundet i Den Revolutionære Fagopposition (RFO), en facklig kommunistisk organisation i både Danmark och inom den internationella arbetarrörelsen.
Förbundet gav ut tidskriften Arbejderkvinden (tidigare Arbejderkvindernes Oplysningsblad), som i två omgångar blev redigerad av Marie Nielsen 1925–1929 respektive 1933–1934. I artikeln Det seksuelle Spørgsmaal (januari 1928) räknade hon upp fyra krav som innefattade sexualundervisning av skolungdom och kvinnor, legalisering av abort och möjligheter till att göra abort hos en läkare. Dessa krav kom genom ett utskott inom AO att överlämnas till Rigsdagen. Vid samma tidpunkt agiterade förbundet för införandet av särskilda ”mödrahygienskontor” och tillsammans med läkaren Jonathan Høegh von Leunbach och Ligaen for Seksualreform upprättar man i Köpenhamn en klinik där obemedlade patienter kunde få gratis läkarvård.
Förbundet lades ned 1934 i samband med en intern strid inom Danmarks Kommunistiske Parti.